# Cemil
Cemil ist ein türkischer männlicher Vorname arabischer Herkunft mit der Bedeutung „Der Schöne“. Die arabische Version des Namens lautet Jamil.

## Namensträger

### Vorname
- Cemil Adıcan (* 1987), türkischer Fußballspieler
- Cemil Bayık (* 1955), Gründungsmitglied der Arbeiterpartei Kurdistans
- Cemil Canalioğlu (* 1958), türkischer Fußballspieler und -trainer
- Cemil Cem (1882–1950), türkischer Diplomat, Karikaturist und Herausgeber
- Cemil Çiçek (* 1946), türkischer Politiker
- Cemil Erlertürk (1918–1970), türkischer Fußballspieler
- Cemil İpekçi (* 1948), türkischer Modedesigner
- Cemil Şahinöz (* 1981), türkisch-deutscher Journalist
- Cemil Topuzlu (1866–1958), türkischer Chirurg
- Cemil Tosun (* 1987), österreichisch-türkischer Fußballspieler
- Cemil Turan (* 1947), türkischer Fußballspieler
- Cemil Usta (1951–2003), türkischer Fußballspieler
- Cemil Vatansever (* 1984), türkischer Fußballspieler

### Kunstname
- Mehmet Cemil (1899–1953), türkischer Weltenbummler